# Arhynchite rugosus
Arhynchite rugosus är en djurart som tillhör fylumet skedmaskar, och som beskrevs av Chen, Y. och C.C. Yeh 1958. Arhynchite rugosus ingår i släktet Arhynchite och familjen Echiuridae. Inga underarter finns listade i Catalogue of Life.